# 同濟路
同濟路是中華人民共和國上海市寶山區一條南北走向道路，南至蕰藻浜與逸仙路相連，北至中国宝武钢铁集团園區，长度為5683米，同濟路的富錦路至上海外环高速公路一段與上海繞城高速重合。同濟路始建於中華民国11年(1922年)，當時命名為城淞路。後來道路南段更名為同济南路、同济北路，名字來源自同济大学前身同济工学堂，北段更名為宝月路、城月路、罗宝路。1980年南北兩段全部更名為同濟路。